# Quatis
Quatis es un municipio brasileño situado en el sur del estado de Río de Janeiro, en la microrregión del Valle del Paraíba Fluminense y que se emancipó del municipio de Barra Mansa en 1990 junto con los distritos de Falcão y Distrito de Arroyo de São Joaquim (Quatis). Se localiza a una latitud 22º24'26" sur y a una longitud 44º15'29" oeste, estando a una altitud de 415 metros. Su población en 2010 es de 12.831 habitantes.
Posee un área de 286,244 km², de los cuales 2,254 km² están en zona urbana y está subdividido de acuerdo con la siguiente división político-administrativa: Quatis (sede), Distrito de Arroyo de Sao Joaquim (Quatis) (2º distrito) y Falcão (3º distrito).

## Demografía
La población del municipio de Quatis, de acuerdo con el último censo realizado por el IBGE - Instituto Brasileño de Geografía y Estadística, divulgado del 1º de diciembre de 2010, presenta los siguientes datos:
- Población masculina: 6.261 habitantes - 48,80%,
- Población femenina: 6.570 habitantes - 51,20%,
  - Total de las poblaciones por género: 12.831 habitantes - 100,00%.

- Zona urbana: 12.067 habitantes - 94,05%,
- Zona rural: 764 habitantes - 5,95%,
  - Total de la población del municipio: 12.831 habitantes - 100,00%.